# José Baeta Vianna
José Baeta Vianna (Bonfim, 30 de maio de 1894 – São Paulo, 1 de outubro de 1967) foi um médico, bioquímico, pesquisador e professor universitário brasileiro.
Pioneiro das pesquisas em bioquímica no Brasil, José foi professor da Faculdade de Medicina de Belo Horizonte, reitor da Universidade do Distrito Federal, em 1938 e Secretário de Saúde e Assistência do estado de Minas Gerais, de 1948 a 1951.
Acredita-se que ele tenha sido o primeiro brasileiro a ter recebido o título de doutor por seu trabalho em Bioquímica e foi figura essencial para aliar pesquisa e ensino na área médica no Brasil.

## Biografia
José nasceu na pequena cidade de Bonfim, a 90 km da capital do estado, em 1894. Cursou o ensino primário em sua cidade, mas concluiu os estudos em Belo Horizonte, quando a família se mudou para a capital. Em 1914, ingressou na Faculdade de Medicina de Belo Horizonte, hoje parte da Universidade Federal de Minas Gerais. Trabalhou como voluntário no combate à gripe espanhola na cidade, em 1918.
Ainda estudante, foi assistente do professor alemão Alfred Schaeffer, responsável pela cadeira de Química Analítica, obrigado a deixar seu cargo em 1 de novembro de 1917 devido ao estado de guerra entre o Brasil e a Alemanha e o forte sentimento anti-germânico que se instalou. Em 1919, formou-se médico, recebendo na ocasião o prêmio Oswaldo Cruz, destinado ao aluno que mais se destacou durante o curso. Por seu destaque acadêmico, recebeu o convite para ser preparador da cadeira de Química Médica, regida pelo professor Francisco de Paula Magalhães Gomes.
Por influência de seu antigo professor Schaeffer e de seu tio, também médico, João Vianna, que estudara na Alemanha, em 1914, José se interessou pelo estudo da química na medicina, sabendo da importância da área para os avanços médicos. Enquanto preparava sua tese para o concurso de professor substituto da cadeira de química médica, em 1922, José trabalha em um posto experimental na área de medicina veterinária. Em paralelo, começa a chefiar o serviço de Química Biológica do Instituto do Radium, hoje Hospital Borges da Costa, ligado à UFMG primeiro hospital especializado no tratamento do câncer no Brasil.
Em 1923, José tomou posso como professor substituto de química médica na Faculdade de Medicina. No ano seguinte, um dos primeiros brasileiros com bolsa da Fundação Rockefeller, estagia na Universidade Harvard e na Universidade Yale, onde entra em contato com o que havia de novo na área. De volta ao Brasil em 1925, assume a regência da cadeira de química orgânica e biológica e em 1926 torna-se catedrático da mesma. Tornou-se assim o primeiro catedrático de Química Fisiológica do país e o precursor da bioquímica brasileira. Na condição de professor substituto, foi responsável pela cadeira de Física, em 1927.

## A biblioteca
Inspirado pelo modelo educacional que encontrou em Harvard e Yale, voltou ao Brasil determinado a criar um importante pilar para a formação de estudantes: a biblioteca, onde os alunos teriam acesso não apenas a livros, mas também aos periódicos com as últimas novidades da ciência médica. Até meados da década de 1920, a Faculdade de Medicina da UFMG não contava com uma verdadeira biblioteca. Havia somente alguns armários de livros fechados à chave, controlados pelos professores. José entendia que para o desenvolvimento da ciência médica os alunos precisavam de uma maior fonte de conhecimento. Enfrentando os professores mais tradicionais, em 27 de março de 1926 a Congregação da Faculdade de Medicina atendeu à solicitação de José e a biblioteca teve a autorização para ser criada.
Sabendo que a vanguarda da medicina se encontrava lá fora, estimulou seus alunos a aprender alemão e inglês, principais idiomas das publicações internacionais. Inicialmente ela funcionava no porão do prédio da faculdade de medicina, ao lado de um dos laboratórios, mas em 25 de maio de 1935 e enfrentando forte oposição de muitos professores e alunos que consideravam a taxa extorsiva, foi inaugurado, ao lado da Faculdade de Medicina, o novo prédio dedicado exclusivamente à sua biblioteca. Um novo prédio com mais pavimentos só seria construído na década de 1960, com financiamento da Fundação Rockefeller e que hoje leva seu nome.

## Carreira na universidade
Nos anos de 1931, 1937, 1938, 1939, 1942 e 1946 foi paraninfo das turmas de formandos em medicina, tendo formado pioneiros bioquímicos no Brasil. Em 1938, foi reitor durante alguns meses da Universidade do Distrito Federal, no Rio de Janeiro. Volta a Minas Gerais a convite do governador Milton Campos, onde assume a Secretaria de Estado de Saúde e Assistência de 26 de junho de 1948 a 30 de janeiro de 1951.
Foi responsável pela criação do Laboratório Central de Pesquisas Clínicas, da UFMG, o órgão de assistência aos universitários, em 1932, transformada em Fundação Mendes Pimentel em 1936 da qual ele foi o primeiro Diretor até a sua morte; a Biblioteca da Faculdade em 1926, que hoje leva seu nome; a associação dos ex-alunos da Faculdade; e a Fundação Benjamim Guimarães para o atendimento a criança com tuberculose. Foi diretor vitalício do Hospital da Baleia, destinado ao atendimento dos portadores de sequelas da poliomielite.
Em 1930, José apresentou, pela primeira vez na América Latina, um trabalho inédito, denominado “Bócio Endêmico em Minas Gerais”, onde demonstra a relação entre a deficiência do iodo na alimentação e o bócio endêmico. O trabalho pioneiro foi publicado em 1930, nos Anais da Faculdade de Medicina e na Revista Brasil-Médicos e, em 1935, apresentada no Congresso Pan-Americano de Medicina, no Rio de Janeiro. A consequência direta desse trabalho foi a proposição de iodação do sal do consumo humano convertida em lei em todo o território nacional em 1956 e assinado pelo então presidente Juscelino Kubitschek, seu ex-aluno.
José sintetizou o iodeto de bismutila e criou o medicamento “Iodobisman”, largamente utilizado no tratamento de sífilis, antes da penicilina. Através de seu trabalho, em 1954, a Fundação Rockefeller passou a auxiliar com recursos o Hospital das Clínicas e a Faculdade de Medicina, complementando o salário dos professores, fomentando o desenvolvimento da Bioquímica na Universidade Federal de Minas Gerais.
De 1961 a 1963 foi presidente da Sociedade Brasileira para o Progresso da Ciência (SBPC) e em 1964 aposentou-se da universidade.

## Morte
José estava em São Paulo para integrar o Júri do Prêmio Moinho Santista, onde teve um infarto e morreu em 1 de outubro de 1967, aos 73 anos. Era casado, mas não deixou filhos.

## Legado
Em 1981, foi homenageado pela Faculdade de Medicina da UFMG, com seu nome sido dado à Sala do Centro de Memória da Medicina de Minas Gerais. É também o patrono da Cadeira 55 da Academia Mineira de Medicina.